# Teodoro Obiang Nguema Mbasogo

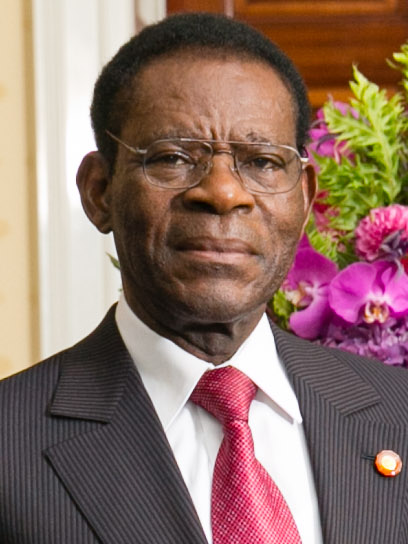
Teodoro Obiang während eines Besuchs bei Barack Obama 2014

Teodoro Obiang Nguema Mbasogo (* 5. Juni 1942 in Akoakam-Esangui) ist seit 1979 der diktatorisch regierende Staatspräsident von Äquatorialguinea.

## Frühe Jahre
Teodoro Obiang wurde im Distrikt Mongomo in Río Muni, dem Festlandsterritorium der damaligen spanischen Kolonie, als drittes von zehn Kindern eines römisch-katholischen Zuwanderers aus Gabun geboren. Er gehört zu den Fang, die die Mehrheit im Land stellen. Nach der Grundschule in Mongomo besuchte er ein spanisches kirchliches Kolleg in der Küstenstadt Bata. Nach dem Schulbesuch trat er 1963 (als das Land begrenzte Autonomie erhielt) in die Territorialgarde ein und wurde im selben Jahr nach Spanien auf die Militärakademie von Saragossa geschickt. Nach seiner Rückkehr 1965 diente er bei der Territorialgarde in Mikomeseng an der Grenze zu Kamerun. Er kam als Leutnant zurück.

## Oberbefehlshaber
In der Folgezeit war Obiang unter anderem in Bata und in Santa Isabel (der heutigen Hauptstadt Malabo) auf Fernando Póo (dem heutigen Bioko) eingesetzt. Nachdem sein Onkel Francisco Macías Nguema, zuvor Bürgermeister von Mongomo, mit der Unabhängigkeit Äquatorialguineas erster Präsident geworden war, machte Obiang schnell Karriere. 1969 wurde er als Leutnant Chef der Nationalgarde, ein Jahr später zum Hauptmann befördert sowie Kommandeur der auf Fernando Póo stationierten Streitkräfte.

## Präsident

### Putsch 1979

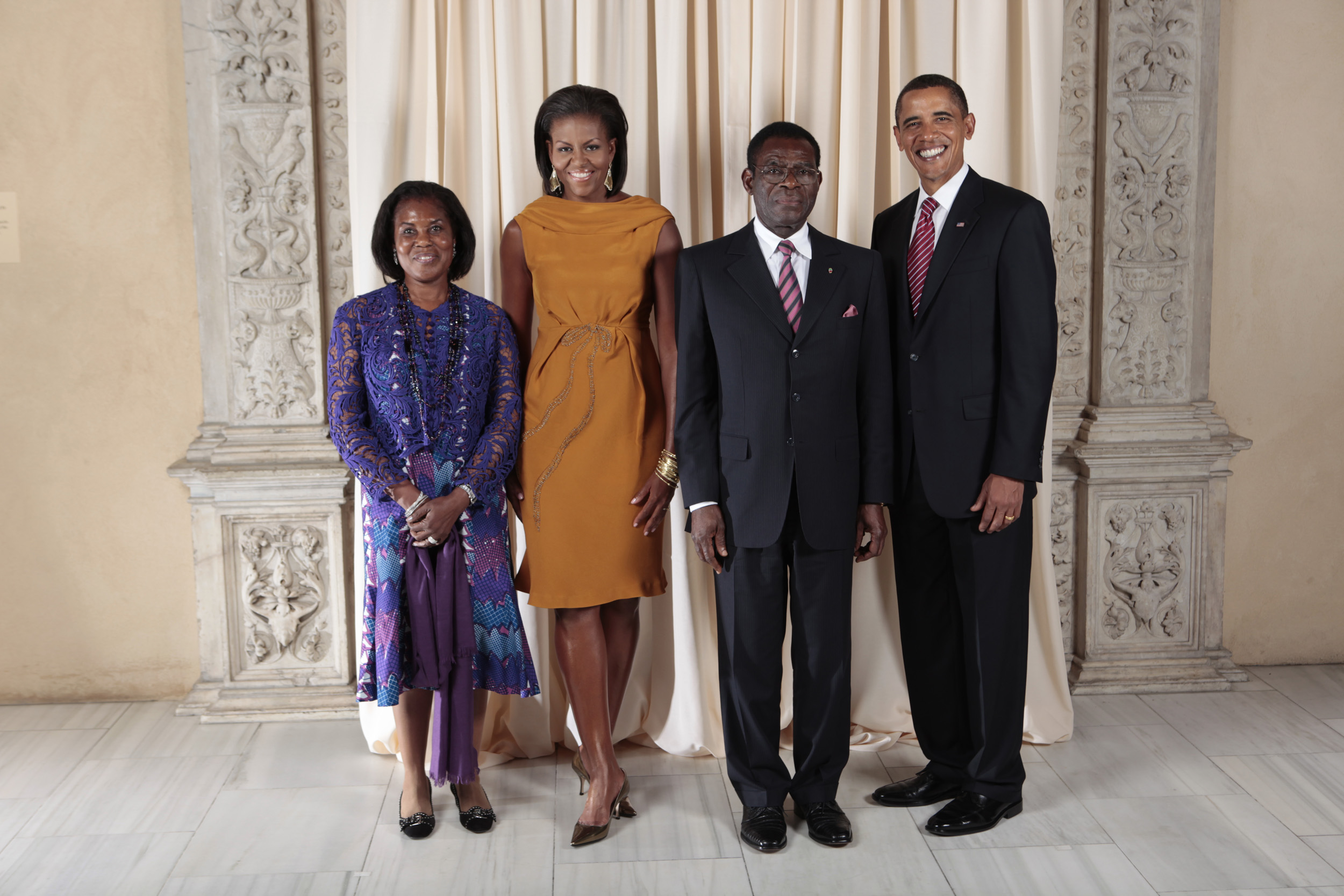
Obiang bei einem Empfang mit US-Präsident Obama 2009 in New York

Am 3. August 1979 stürzte er seinen Onkel, Francisco Macías Nguema, durch einen Putsch und ließ ihn nach der Machtübernahme töten. Nach der formellen Übernahme des Präsidentenamtes im Oktober 1979 versprach er eine Reform des Staates und Erleichterungen für die von seinem Onkel ausgebeutete Bevölkerung. Während dessen extrem repressiver Regierungszeit war die Bevölkerung des Landes um etwa ein Drittel zurückgegangen. 1981 versöhnte er sich mit Spanien, mit dem sein Onkel gebrochen hatte, und erhielt Wirtschaftshilfe. Er löste das Land langsam aus den engen Beziehungen zur Sowjetunion und erlaubte der Kirche, wieder tätig zu werden, nachdem sein Onkel Äquatorialguinea im Mai 1978 zum atheistischen Staat erklärt hatte.

### Neue Verfassungen
Nachdem Obiang zunächst als Vorsitzender eines Militärrates amtiert hatte, führte er 1982 eine neue Verfassung ein, die in einer Volksabstimmung am 15. August 1982 mit 95,38 % der Stimmen angenommen wurde und sieben Tage später in Kraft trat. Bereits im April hatte er Cristino Seriche Bioko zum Premierminister berufen. Mit der neuen Verfassung begann seine erste siebenjährige Amtszeit als „gewählter“ Präsident. Die alte Einheitspartei PUNT war nach seiner Machtübernahme aufgelöst worden, die Wahl der 41 Abgeordneten des neuen Parlaments am 28. August 1983 fand ohne Parteien statt. 1987 gründete er eine neue Einheitspartei, die Partido Democrático de Guinea Ecuatorial (PDGE), die bei den Parlamentswahlen im Juli 1988 sämtliche Sitze errang. Er selbst wurde im Juni 1989 mit 99 % der Stimmen wiedergewählt.
Im Zuge der allgemeinen Demokratisierung in Afrika nach 1989 änderte auch Obiang Nguema zumindest oberflächlich seinen Kurs und ließ am 16. November 1991 eine neue Verfassung mit 94,3 % der Stimmen in einem Referendum absegnen. Am 21. November 1993 fanden erstmals seit 1968 Wahlen mit mehreren Parteien statt, in denen seine PDGE 68 der 80 Sitze erhielt. Von ausländischen Beobachtern wurden diese Wahlen als wenig fair beschrieben. Nach Ablauf seiner zweiten siebenjährigen Amtszeit als Präsident wurde er am 25. Februar 1996 mit diesmal 97,85 % der Stimmen erneut bestätigt. Die Opposition hatte diese Wahlen boykottiert. Die nächsten Parlamentswahlen am 7. März 1999 brachten seiner PDGE 75 der 80 Sitze. Die Präsidentschaftswahlen am 15. Dezember 2002 konnte er mit 97,1 % der Stimmen wieder gewinnen. Die vier Oppositionskandidaten hatten sich wieder im Vorfeld zurückgezogen, Celestino Bonifacio Bacalé erhielt trotzdem 2,2 %. Bei den nächsten Parlamentswahlen am 25. April 2004 trat seine PDGE als Teil einer Koalition an, die 98 der nunmehr 100 Sitze erhielt, die PDGE davon allein 68. Sein ehemaliger Premierminister Cristino Seriche Bioko gründete Ende 2004 die Oppositionspartei VDDC, die seine Ablösung anstrebt.

### Umsturzversuch 2004
Im März 2004 erklärte Obiang, ein Komplott gegen seine Regierung sei aufgedeckt worden, an dem die Nachrichtendienste der USA, Großbritanniens und Spaniens beteiligt seien. 15 Personen wurden inhaftiert und kurz darauf wurde am Flughafen von Harare in Simbabwe eine Gruppe von 70 Söldnern unter Führung von Simon Mann festgenommen. Für eine Verbindung dieser Söldner zu staatlichen Stellen gab es keine Belege. Allgemein pflegt Obiang Nguema gute Beziehungen zur westlichen Welt. Aufsehen erregte, dass Mark Thatcher später eine Beteiligung an diesem Putschversuch einräumte.

### Wahlen seit 2009 und Nachfolgefrage
Mit einem Wahlergebnis von 95,4 % der Stimmen wurde Obiang Nguema am 29. November 2009 in seinem Amt bestätigt. Die übrigen Stimmen entfielen auf vier Gegenkandidaten. Die Opposition und Menschenrechtsgruppen warfen der Regierung Wahlbetrug vor.
Bei der Präsidentschaftswahl am 24. April 2016 wurde Obiang Nguema mit 94 % der Stimmen im Amt bestätigt.
Am 21. Januar 2017 nahm Mbasengo den abgewählten, aber erst nach massivem äußeren Druck zurückgetretenen Ex-Präsidenten von Gambia, Yahya Jammeh, in seinem Land auf.
Im November 2021 wurde Teodoro Obiang Nguema Mbasogo auf dem Parteitag seiner Partei als Kandidat für eine sechste Amtszeit bei den Wahlen 2023 nominiert. Die Wahl am 20. November 2022 gewann der 80-jährige Obiang nach offiziellen Angaben mit 95 Prozent Stimmenmehrheit. Seine Wiederwahl war allgemein erwartet worden.
Für den Fall seines Ablebens gilt sein Sohn Teodorín Obiang, der amtierende Vizepräsident, als potenzieller Nachfolger.

## Menschenrechtssituation und Korruption
Unter Nguema finden Folterungen und Misshandlungen an Aktivisten von Oppositionsparteien oder an Angehörigen der ethnischen Gruppe der Bubi statt. Im Februar 1997 gab Nguema öffentlich zu, dass die Menschenrechte systematisch verletzt wurden, und kündigte Maßnahmen zur Abhilfe an; trotzdem ereigneten sich im Januar 1998 weitere Menschenrechtsverletzungen. Die Regierung verweigert nach wie vor ihre Genehmigung zur Gründung örtlicher Menschenrechtsorganisationen.
Seit Äquatorialguinea zu den Erdölproduzenten gehört, genießt die Elite des Landes wachsenden Wohlstand. Das auch unter Obiang Nguemas Regierung arme Land wurde nach Nigeria und Angola zum drittwichtigsten Ölförderland Afrikas südlich der Sahara. Im Jahr 2016 betrug das nominelle durchschnittliche Pro-Kopf-Einkommen nach Angaben der Weltbank mehr als 23.000 US-Dollar pro Jahr. Das war zehnmal so viel wie in Tansania oder dem Senegal und entsprach dem Pro-Kopf-BIP einiger europäischer Länder wie Ungarn. Dieser Reichtum kam jedoch nur einer kleinen Bevölkerungsschicht zugute. Die große Mehrheit der Bevölkerung lebte in großer Armut. Teodoro Obiang Nguema Mbasogo zählt zu den reichsten Staatsoberhäuptern der Welt. Sein Vermögen wird auf 600 Millionen US-Dollar geschätzt.
2016 verklagte der Anwalt William Bourdon im Namen der NGO Sherpa, die sich für die Verteidigung der Opfer von Wirtschaftskriminalität einsetzt, und Transparency International, die sich für Bekämpfung von Korruption einsetzt, den Präsidenten-Sohn „Teodorín“ Nguema Obiang Mangue in Paris wegen Veruntreuung und Unterschlagung öffentlicher Gelder, Korruption und Geldwäscherei.